# Duo Fasano
Duo Fasano a fost un duet italian format din surorile gemene Secondina Piera Angela Fasano zisă Dina (n. 21 septembrie 1924, Torino – d. 24 noiembrie 1996, Torino) și Delfina Fasano (n. 21 septembrie 1924, Torino – d. 16 decembrie 2004, Torino).  